# Benny Gantz
Benjamin Gantz (tiếng Hebrew: בִּנְיָמִין "בֵּנִי" גַּנְץ; sinh ngày 9 tháng 6 năm 1959) là một quân nhân và chính trị gia người Israel. Ông từng là Tổng tham mưu trưởng của Lực lượng quốc phòng Israel (IDF) từ 2011-2015.
Ông được bầu làm Chủ tịch Knesset vào ngày 26 tháng 3 năm 2020. Từ ngày 17 tháng 5 năm 2020, ông được bầu giữ chức Phó Thủ tướng, kiêm Bộ trưởng Quốc phòng Israel
Vào tháng 12 năm 2018, ông đã thành lập một đảng chính trị mới có tên là Khả năng phục hồi Israel. Sau đó, nhóm đã liên minh với Telem và Yesh Atid để tạo thành Xanh dương và Trắng (tiếng Hebrew: Kaḥol Lavan), màu của quốc kỳ Israel.
Nền tảng đảng Xanh và Trắng của Gantz bao gồm giới thiệu các giới hạn nhiệm kỳ thủ tướng, cấm các chính trị gia bị buộc tội phục vụ tại Knesset, sửa đổi luật pháp quốc gia để bao gồm các nhóm thiểu số Israel, hạn chế quyền lực của Rabbinate của Israel về hôn nhân, đầu tư vào giáo dục sớm, mở rộng chăm sóc sức khỏe và tham gia lại các cuộc đàm phán với Chính quyền Palestine để đạt được thỏa thuận hòa bình.